# Jagdgeschwader 20
Das Jagdgeschwader 20 war ein Verband der Luftwaffe der Wehrmacht im Zweiten Weltkrieg.

## Geschichte
Die I. Gruppe des Jagdgeschwaders 20 bildete sich am 15. Juli 1939 in Döberitz. (Lage) Ein Geschwaderstab oder weitere Gruppen existierten nicht. Das Geschwader war mit der Messerschmitt Bf 109E ausgestattet.
Während des deutschen Überfalls auf Polen war das Geschwader in der Mitte Deutschlands gegen Einflüge von Osten und Westen eingesetzt. Dabei unterstand es dem Luftgaukommando IV der Luftflotte 1. Als dann am 10. Mai 1940 der Westfeldzug startete, gehörte das Geschwader dem Jagdfliegerführer 2 der Luftflotte 2 an.
Am 4. Juli 1940 wurde die I. Gruppe in die III. Gruppe des Jagdgeschwaders 51 umgewandelt. Damit hatte das Geschwader aufgehört zu bestehen.

## Gruppenkommandeure
- Major Siegfried Lehmann, 15. Juli 1939 bis 18. September 1939[8]
- Hauptmann Hannes Trautloft, 19. September 1939 bis 3. Juli 1940[9]

## Bekannte Geschwaderangehörige
- Herbert Wehnelt (1918–2007), war von 1971 bis 1974, als Generalleutnant der Luftwaffe der Bundeswehr, Kommandierender General des Luftflottenkommandos